# Front Lines (Hell on Earth)
«Front Lines (Hell on Earth)» — офіційний перший сингл американського хіп-хоп дуету Mobb Deep з альбому Hell on Earth, випущений 10 жовтня 1996 року. Пісня входить до альбому під назвою «Hell on Earth (Front Lines)». 
У пісні присутні семпли з «October Ballade» Стенлі Кларка, Чіка Коріа, Джо Хендерсона, Фредді Габбарда та Ленні Вайта.
Пісня також увійшла до збірки хітів Life of the Infamous: The Best of Mobb Deep.

## Список композицій
1. «Front Lines (Hell on Earth)» [LP-версія]—(4:36)
2. «Front Lines (Hell on Earth)» [Інструментал]—(4:36)

## Чарти
| Чарт (1996)                                  | Найвища позиція |
| -------------------------------------------- | --------------- |
| Billboard Hot R&B Singles                    | 57              |
| Billboard Hot Rap Tracks                     | 13              |
| Billboard Hot Dance Music/Maxi-Singles Sales | 4               |